# 玉屏街道 (福清市)
玉屏街道是中国福建省福州市福清市下辖的一个街道。

## 行政区划
玉屏街道下辖以下地区：
小桥社区、一拂社区、北大社区、锦云社区、小北社区、西大社区、金墩社区、柳池社区、向高社区、幸福社区、西云社区、融北社区、玉屏社区、西文社区、步行街社区、玫瑰园社区和石井村。